# Antonio María Concha y Cano
Antonio María Concha y Cano (Plasencia, 8 de octubre de 1803-Navalmoral de la Mata, 21 de octubre de 1882) fue un político español, diputado a Cortes durante el bienio progresista y alcalde de Cáceres durante la Primera República.

## Biografía
Nacido el 8 de octubre de 1803 en Plasencia, fue de ideología liberal, más adelante demócrata y, con la revolución de 1868, republicano. Abandonó joven los estudios de Teología. Combatió en la Guerra Realista en 1823 contra la restauración absolutista y tras esta se exilió en Portugal, hasta 1828. Obtuvo escaño de diputado en las Cortes de 1854 por la circunscripción de Cáceres. Entre abril y agosto de 1873 desempeñó el cargo de alcalde de Cáceres. Miembro de la masonería, terminó instalado en Navalmoral de la Mata, localidad en la que falleció el 21 de octubre de 1882.